# Ikarus 620
Ikarus 620 – węgierski dziewięciometrowy autobus z fabryki Ikarusa, produkowany od 1959 do 1972 roku, głównie na rynek NRD i ZSRR. Ikarus 620 był kolejną wersją Ikarusa 604 prezentowanego na Targach Poznańskich w 1959 roku.

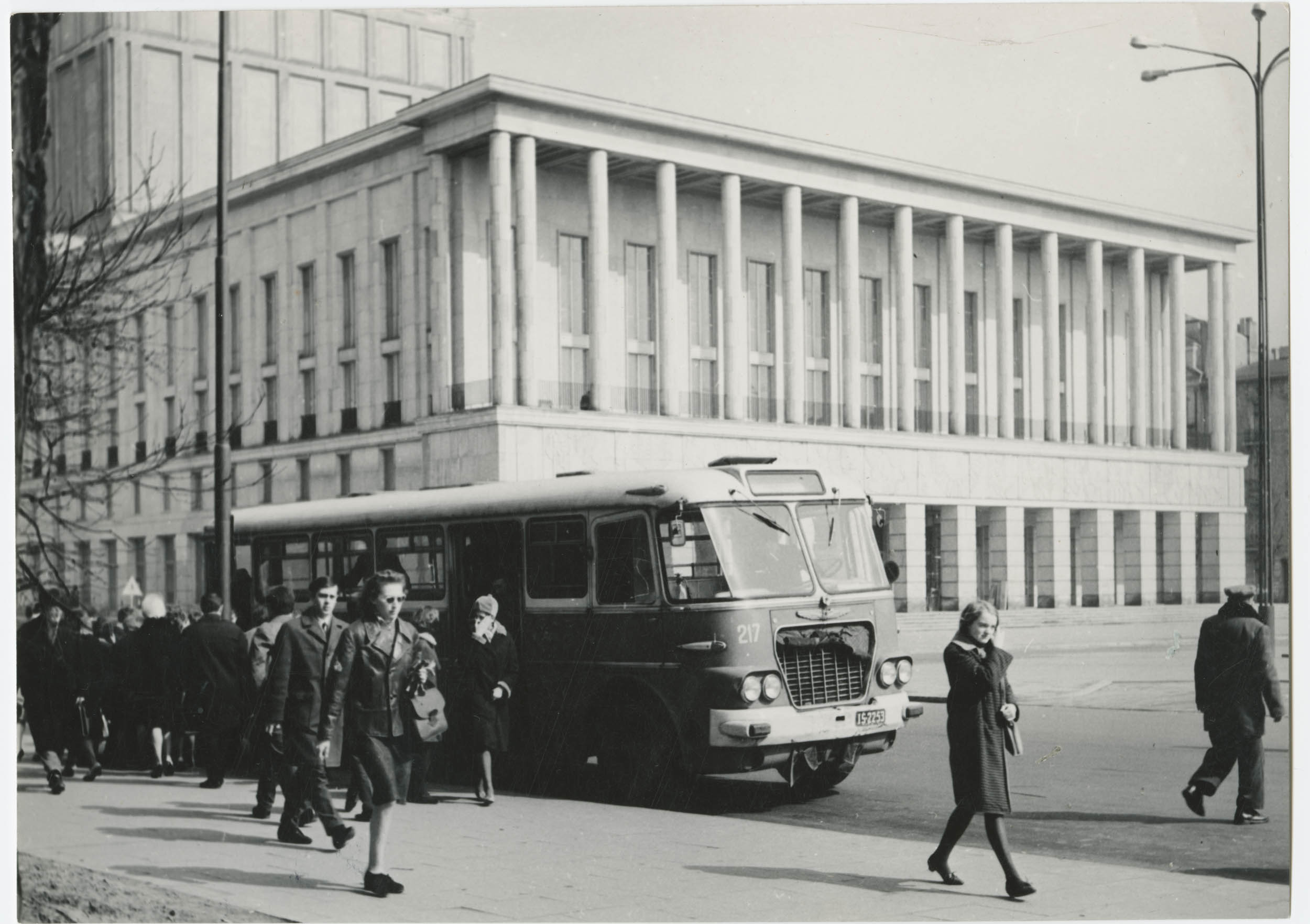
Ikarus 620 używany przez MPK w Łodzi, lata 60. XX wieku

Ikarus 620 był ostatnim modelem firmy o konstrukcji ramowej. Autobus posiadał dwoje czteroskrzydłowych drzwi otwieranych i zamykanych automatycznie ze stanowiska kierowcy. Przedział pasażerski, oddzielony był od kabiny kierowcy ścianką działową. Dzięki temu rozwiązaniu wnętrze dla podróżujących zostało trochę wyciszone. Kabina kierowcy posiadała dwa fotele oddzielone od siebie pokrywą silnika. Fotel dla kierowcy posiadał dodatkowo regulacje w płaszczyźnie pionowej i poziomej. Kabina miała własne ogrzewanie dzięki specjalnej nagrzewnicy umieszczonej pod tablicą rozdzielczą, przed drugim fotelem. Za pomocą dźwigni sterującej była również możliwość otworzenia klapek w celu odmrażania przedniej szyby. Wentylacja kabiny mogła odbywać się dzięki czołowym wlotom powietrza, małej klapie wentylacyjnej w dachu oraz opuszczanym szybom w obu drzwiach.

## Ikarus 620 w Polsce
Częstochowa
W Częstochowie eksploatowano 18 sztuk autobusów, przy czym dwa z nich, dostarczone w 1966 roku były typem 620.55.

### Łódź
Autobusy były dostarczane w latach 1959 i 1964-70. Do Łodzi dostarczono 258 sztuk autobusów.

### Kraków
W 1960 roku zostało zakupionych 10 autobusów.
Odbudowany w Krakowie Ikarus 620 pochodzi z 1964 roku i oparty jest na bazie pozyskanego za granicą Ikarusa 630.03, czyli wersji dla ruchu dalekobieżnego, różniącej się brakiem tylnych drzwi.

### Warszawa
W latach 1960–1962 do stolicy trafiły 172 egzemplarze Ikarusów. Zachował się pług odśnieżny zbudowany na bazie autobusu Ikarus 620.

### Lublin
W 1964 roku do Lublina trafiło 10 sztuk autobusów.